# La verità su Bébé Donge
La verità su Bébé Donge è un romanzo poliziesco dello scrittore belga di lingua francese Georges Simenon, scritto a Vouvant, in Vandea, e pubblicato in 12 puntate su «Lectures 40» (nouvelle série) nn. 1-12 dal 15 giugno al 1º dicembre 1941, e poi in volume nel 1942 da Gallimard. È stato incluso in Pedigree et autres romans della "Bibliothèque de la Pléiade".

## Trama
Una domenica d'agosto la signora Donge tenta di avvelenare il marito con l'arsenico. Con prontezza però l'uomo riesce a salvarsi tramite lavande gastriche e viene ricoverato in clinica, mentre la moglie è arrestata e, in piena calma, confessa e ammette la premeditazione. Mentre François è convalescente, cerca di capire le ragioni di Bébé, ripassando a mente la loro vita comune, da quando si sono incontrati a Royan una decina d'anni prima fino al giorno del tentato avvelenamento. Capisce d'essere stato un marito egoista, dedito solo al proprio lavoro di imprenditore e al successo personale, condito da diverse amanti che l'hanno fatto sentire importante, tanto da aver fatto scivolare il matrimonio in una specie di rassegnazione borghese, dove la moglie sa delle avventure del marito ma finge di niente. Solo la frequentazione della signorina Lambert pare che abbia turbato Bébé, al punto che lui vi aveva rinunciato. Ora capisce che la moglie non era una donna fredda e delusa, come aveva sempre creduto, ma che l'aveva amato e l'amava ancora. Nel suo letto d'ospedale capisce, inoltre, la crudeltà morale in cui l'ha tenuta e decide di perdonarla. Nessuno in famiglia e nell'ambiente di lavoro capisce perché il processo contro Bébé lo preoccupi al punto da organizzarne la difesa legale e fare in modo che venga condannata solo a cinque anni di lavori forzati, durante i quali lui l'aspetterà.

## Adattamenti cinematografici
- La follia di Roberta Donge (La Vérité sur Bébé Donge), regia di Henri Decoin (1952), con Jean Gabin e Danielle Darrieux.

## Altri adattamenti
Nel 2014 un collettivo di creeativi romani realizza un progetto artistico basato sul romanzo, che prevede un adattamento a fumetti disegnato da Valentina Griner, un disco composto da dieci brani e un concerto-spettacolo con proiezioni video, andato in scena per la prima volta a Roma nel marzo 2015.

## Edizioni italiane
- La verità su Bebè Donge, traduzione di Decio Cinti, Collana I Romanzi della Palma n.53, Milano, Mondadori, dicembre 1953.
- La verità su Bebè Donge, traduzione di Marco Bevilacqua, Gli Adelphi n.197, Milano, Adelphi, 2001, ISBN 978-88-459-1661-8.